# 人民代表院
人民代表院（羅馬化：yehizb tewekayoch mekir bet）為衣索比亞聯邦議會的一部分。聯邦議會為衣索比亞的立法機構，分為人民代表院及聯邦院，其中人民代表院屬下議院，聯邦院則屬於上议院。人民代表院共有547席，其中22席是少數族群保留席次。議會每5年選舉一次，屬於單一選區制。

## 歷任议长
人民代表院议长為該院负责人。 
| 姓名           | 就職           | 卸任           |
| -------------- | -------------- | -------------- |
| Dawit Yohannes | 1995年         | 2005年         |
| Teshome Toga   | 2005年10月10日 | 2010年10月3日  |
| Abadula Gemeda | 2010年10月4日  | 2018年4月19日  |
| Muferiat Kamil | 2018年4月19日  | 2018年10月16日 |
| Tagesse Chafo  | 2018年10月18日 | 現今           |

## 外部連結
- The House of Peoples' Representatives